# Az NDK az 1980. évi téli olimpiai játékokon
Az NDK az egyesült államokbeli Lake Placidben megrendezett 1980. évi téli olimpiai játékok egyik részt vevő nemzete volt. Az országot az olimpián 8 sportágban 53 sportoló képviselte, akik összesen 23 érmet szereztek.

## Érmesek
| Érem  | Versenyző                                                                | Sportág          | Versenyszám                  |
| ----- | ------------------------------------------------------------------------ | ---------------- | ---------------------------- |
| Arany | Frank Ullrich                                                            | Biatlon          | Férfi 10 km sprint           |
| Arany | Meinhard Nehmer Bernhard Germeshausen Bogdan Musiol Hans-Jürgen Gerhardt | Bob              | Férfi négyes                 |
| Arany | Ulrich Wehling                                                           | Északi összetett | Egyéni                       |
| Arany | Karin Enke                                                               | Gyorskorcsolya   | Női 500 m                    |
| Arany | Anett Pötzsch                                                            | Műkorcsolya      | Női egyéni                   |
| Arany | Barbara Petzold                                                          | Sífutás          | Női 10 km                    |
| Arany | Marlies Rostock Carola Anding Veronika Hesse-Schmidt Barbara Petzold     | Sífutás          | Női 4 × 5 km váltó           |
| Arany | Bernhard Glass                                                           | Szánkó           | Férfi egyes                  |
| Arany | Hans Rinn Norbert Hahn                                                   | Szánkó           | Kettes                       |
| Ezüst | Frank Ullrich                                                            | Biatlon          | Férfi 20 km egyéni indításos |
| Ezüst | Mathias Jung Klaus Siebert Frank Ullrich Eberhard Rösch                  | Biatlon          | Férfi 4 × 7,5 km váltó       |
| Ezüst | Bernhard Germeshausen Hans-Jürgen Gerhardt                               | Bob              | Férfi kettes                 |
| Ezüst | Sabine Becker                                                            | Gyorskorcsolya   | Női 3000 m                   |
| Ezüst | Jan Hoffmann                                                             | Műkorcsolya      | Férfi egyéni                 |
| Ezüst | Manfred Deckert                                                          | Síugrás          | Egyéni, normálsánc           |
| Ezüst | Melitta Sollmann                                                         | Szánkó           | Női egyes                    |
| Bronz | Eberhard Rösch                                                           | Biatlon          | Férfi 20 km egyéni indításos |
| Bronz | Meinhard Nehmer Bogdan Musiol                                            | Bob              | Férfi kettes                 |
| Bronz | Horst Schönau Roland Wetzig Detlef Richter Andreas Kirchner              | Bob              | Férfi négyes                 |
| Bronz | Konrad Winkler                                                           | Északi összetett | Egyéni                       |
| Bronz | Sylvia Albrecht                                                          | Gyorskorcsolya   | Női 1000 m                   |
| Bronz | Sabine Becker                                                            | Gyorskorcsolya   | Női 1500 m                   |
| Bronz | Manuela Mager Uwe Bewersdorff                                            | Műkorcsolya      | Páros                        |

## Biatlon
| Versenyző                                               | Versenyszám      | Lövőhiba | Időeredmény | Helyezés |
| ------------------------------------------------------- | ---------------- | -------- | ----------- | -------- |
| Mathias Jung                                            | 10 km sprint     | 4        | 35:50,36    | 21.      |
| Eberhard Rösch                                          | 20 km egyéni     | 2        | 1:11:11,73  |          |
| Klaus Siebert                                           | 10 km sprint     | 2        | 33:32,76    | 4.       |
| Klaus Siebert                                           | 20 km egyéni     | 6        | 1:13:48,71  | 15.      |
| Frank Ullrich                                           | 10 km sprint     | 2        | 32:10,69    |          |
| Frank Ullrich                                           | 20 km egyéni     | 3        | 1:08:27,79  |          |
| Mathias Jung Klaus Siebert Frank Ullrich Eberhard Rösch | 4 × 7,5 km váltó | 3        | 1:34:56,99  |          |

## Bob
| Versenyző                                                                | Versenyszám | 1. futam | 1. futam | 2. futam | 2. futam | 3. futam | 3. futam | 4. futam | 4. futam | Összesítés | Összesítés |
| Versenyző                                                                | Versenyszám | Idő      | Hely.    | Idő      | Hely.    | Idő      | Hely.    | Idő      | Hely.    | Idő        | Helyezés   |
| ------------------------------------------------------------------------ | ----------- | -------- | -------- | -------- | -------- | -------- | -------- | -------- | -------- | ---------- | ---------- |
| Meinhard Nehmer Bogdan Musiol                                            | Kettes      | 1:02,39  | 3.       | 1:02,88  | 4.       | 1:02,86  | 3.       | 1:02,95  | 4.       | 4:11,08    |            |
| Bernhard Germeshausen Hans-Jürgen Gerhardt                               | Kettes      | 1:02,58  | 4.       | 1:02,48  | 1.       | 1:03,31  | 9.       | 1:02,56  | 2.       | 4:10,93    |            |
| Meinhard Nehmer Bernhard Germeshausen Bogdan Musiol Hans-Jürgen Gerhardt | Négyes      | 59,86    | 1.       | 1:00,03  | 1.       | 59,73    | 1.       | 1:00,30  | 2.       | 3:59,92    |            |
| Horst Schönau Roland Wetzig Detlef Richter Andreas Kirchner              | Négyes      | 1:00,24  | 2.       | 1:00,35  | 2.       | 1:00,04  | 3.       | 1:00,34  | 3.       | 4:00,97    |            |

## Északi összetett
| Versenyző        | Síugrás | Síugrás | Sífutás | Sífutás | Sífutás | Összesítés | Összesítés |
| Versenyző        | Pont    | Hely.   | Idő     | Pont    | Hely.   | Pont       | Helyezés   |
| ---------------- | ------- | ------- | ------- | ------- | ------- | ---------- | ---------- |
| Uwe Dotzauer     | 217,6   | 4.      | 49:52,4 | 200,815 | 13.     | 418,415    | 5.         |
| Gunter Schmieder | 201,7   | 11.     | 49:42,0 | 202,375 | 11.     | 404,075    | 8.         |
| Ulrich Wehling   | 227,2   | 1.      | 49:24,5 | 205,000 | 9.      | 432,200    |            |
| Konrad Winkler   | 214,5   | 5.      | 48:45,7 | 210,820 | 8.      | 425,320    |            |

## Gyorskorcsolya
Férfi
| Versenyző       | Versenyszám | Eredmény | Helyezés |
| --------------- | ----------- | -------- | -------- |
| Andreas Dietel  | 500 m       | 39,21    | 13.      |
| Andreas Dietel  | 1000 m      | 1:17,71  | 7.       |
| Andreas Dietel  | 1500 m      | 1:57,14  | 4.       |
| Andreas Dietel  | 10 000 m    | 15:15,03 | 15.      |
| Steffen Doering | 500 m       | 39,06    | 11.      |
| Steffen Doering | 1000 m      | 1:21,19  | 26.      |
| Andreas Ehrig   | 1500 m      | 1:59,47  | 9.*      |
| Andreas Ehrig   | 5000 m      | 7:14,56  | 10.      |
| Andreas Ehrig   | 10 000 m    | 14:51,94 | 8.       |

Női
| Versenyző                   | Versenyszám | Eredmény | Helyezés |
| --------------------------- | ----------- | -------- | -------- |
| Sylvia Albrecht             | 1000 m      | 1:26,46  |          |
| Sylvia Albrecht             | 1500 m      | 2:14,27  | 9.       |
| Sylvia Albrecht             | 3000 m      | 4:47,76  | 14.      |
| Sabine Becker               | 1500 m      | 2:12,38  |          |
| Sabine Becker               | 3000 m      | 4:32,79  |          |
| Andrea Mitscherlich         | 1500 m      | 2:13,05  | 6.       |
| Andrea Mitscherlich         | 3000 m      | 4:37,69  | 4.       |
| Cornelia Jacob              | 500 m       | 42,98    | 6.       |
| Karin Enke                  | 500 m       | 41,78    |          |
| Karin Enke                  | 1000 m      | 1:26,66  | 4.       |
| Christa Luding-Rothenburger | 500 m       | 43,60    | 12.      |
| Christa Luding-Rothenburger | 1000 m      | 1:29,69  | 18.      |

* - egy másik versenyzővel azonos eredményt ért el

## Műkorcsolya
| Versenyző                     | Versenyszám  | Kötelező elemek   | Kötelező elemek | Rövid program     | Rövid program | Kűr               | Kűr   | Összesítés                     | Összesítés                     | Összesítés                     | Összesítés                     | Összesítés                     | Összesítés                     | Összesítés                     | Összesítés                     | Összesítés                     | Összesítés        | Összesítés        | Összesítés  | Összesítés | Összesítés |
| Versenyző                     | Versenyszám  | Kötelező elemek   | Kötelező elemek | Rövid program     | Rövid program | Kűr               | Kűr   | Helyezési pontszámok bírónként | Helyezési pontszámok bírónként | Helyezési pontszámok bírónként | Helyezési pontszámok bírónként | Helyezési pontszámok bírónként | Helyezési pontszámok bírónként | Helyezési pontszámok bírónként | Helyezési pontszámok bírónként | Helyezési pontszámok bírónként | Több. hely. száma | Több. hely. össz. | Hely. össz. | Pont       | Helyezés   |
| Versenyző                     | Versenyszám  | Több. hely. száma | Hely.           | Több. hely. száma | Hely.         | Több. hely. száma | Hely. | 1                              | 2                              | 3                              | 4                              | 5                              | 6                              | 7                              | 8                              | 9                              | Több. hely. száma | Több. hely. össz. | Hely. össz. | Pont       | Helyezés   |
| ----------------------------- | ------------ | ----------------- | --------------- | ----------------- | ------------- | ----------------- | ----- | ------------------------------ | ------------------------------ | ------------------------------ | ------------------------------ | ------------------------------ | ------------------------------ | ------------------------------ | ------------------------------ | ------------------------------ | ----------------- | ----------------- | ----------- | ---------- | ---------- |
| Jan Hoffmann                  | Férfi egyéni | 7×1+              | 1.              | 7×2+              | 2.            | 6×2+              | 2.    | 2,0                            | 1,0                            | 2,0                            | 1,0                            | 2,0                            | 2,0                            | 2,0                            | 1,0                            | 2,0                            | 9×2+              | 15,0              | 15,0        | 189,72     |            |
| Hermann Schulz                | Férfi egyéni | 7×10+             | 9.              | 8×9+              | 9.            | 5×12+             | 13.   | 12,0                           | 11,0                           | 11,0                           | 10,0                           | 11,0                           | 12,0                           | 11,0                           | 10,0                           | 10,0                           | 7×11+             | 74,0              | 98,0        | 166,70     | 11.        |
| Anett Pötzsch                 | Női egyéni   | 9×1+              | 1.              | 6×4+              | 4.            | 9×3+              | 3.    | 1,0                            | 1,0                            | 2,0                            | 2,0                            | 1,0                            | 1,0                            | 1,0                            | 1,0                            | 1,0                            | 7×1+              | 7,0               | 11,0        | 189,00     |            |
| Manuela Mager Uwe Bewersdorff | Páros        |                   |                 | 8×4+              | 4.            | 5×3+              | 3.    | 3,0                            | 5,0                            | 3,0                            | 4,0                            | 3,0                            | 4,0                            | 3,0                            | 3,0                            | 5,0                            | 5×3+              | 15,0              | 33,0        | 140,52     |            |
| Sabine Baeß Tassilo Thierbach | Páros        |                   |                 | 7×6+              | 6.            | 6×6+              | 6.    | 6,0                            | 6,0                            | 7,0                            | 6,0                            | 7,0                            | 5,0                            | 6,0                            | 6,0                            | 4,0                            | 7×6+              | 39,0              | 53,0        | 136,00     | 6.         |

## Sífutás
Férfi
| Versenyző        | Versenyszám | Eredmény   | Helyezés |
| ---------------- | ----------- | ---------- | -------- |
| Alf-Gerd Deckert | 15 km       | 45:00,40   | 37.      |
| Alf-Gerd Deckert | 30 km       | 1:30:05,17 | 9.       |
| Alf-Gerd Deckert | 50 km       | 2:38:13,53 | 26.      |

Női
| Versenyző                                                            | Versenyszám    | Eredmény   | Helyezés |
| -------------------------------------------------------------------- | -------------- | ---------- | -------- |
| Carola Anding                                                        | 10 km          | 31:45,82   | 12.      |
| Veronika Hesse-Schmidt                                               | 5 km           | 15:31,83   | 7.       |
| Veronika Hesse-Schmidt                                               | 10 km          | 31:29,14   | 8.       |
| Ute Nestler                                                          | 5 km           | 15:53,38   | 16.      |
| Barbara Petzold                                                      | 5 km           | 15:23,62   | 4.       |
| Barbara Petzold                                                      | 10 km          | 30:31,54   |          |
| Marlies Rostock                                                      | 5 km           | 15:36,28   | 9.       |
| Marlies Rostock                                                      | 10 km          | 31:28,79   | 7.       |
| Marlies Rostock Carola Anding Veronika Hesse-Schmidt Barbara Petzold | 4 × 5 km váltó | 1:02:11,10 |          |

## Síugrás
| Versenyző        | Versenyszám | 1. ugrás | 1. ugrás | 2. ugrás | 2. ugrás | Összesítés | Összesítés |
| Versenyző        | Versenyszám | Pont     | Hely.    | Pont     | Hely.    | Pont       | Helyezés   |
| ---------------- | ----------- | -------- | -------- | -------- | -------- | ---------- | ---------- |
| Jochen Danneberg | Normálsánc  | 118,8    | 10.      | 103,9    | 26.      | 222,7      | 20.        |
| Manfred Deckert  | Normálsánc  | 121,7    | 7.       | 127,5    | 4.       | 249,2      | *          |
| Manfred Deckert  | Nagysánc    | 111,0    | 21.*     | 108,2    | 16.      | 219,2      | 20.        |
| Harald Duschek   | Nagysánc    | 98,9     | 39.      | 99,7     | 32.      | 198,6      | 33.        |
| Henry Glaß       | Normálsánc  | 114,8    | 17.      | 116,6    | 15.      | 231,4      | 15.        |
| Henry Glaß       | Nagysánc    | 105,6    | 24.      | 126,4    | 3.       | 232,0      | 11.        |
| Klaus Ostwald    | Nagysánc    | 119,0    | 11.      | 106,1    | 20.      | 225,1      | 15.        |
| Martin Weber     | Normálsánc  | 118,5    | 11.      | 118,3    | 13.      | 236,8      | 11.        |

* - egy másik versenyzővel azonos eredményt ért el

## Szánkó
| Versenyző              | Versenyszám | 1. futam | 1. futam | 2. futam | 2. futam | 3. futam      | 3. futam      | 4. futam | 4. futam | Összesítés | Összesítés |
| Versenyző              | Versenyszám | Idő      | Hely.    | Idő      | Hely.    | Idő           | Hely.         | Idő      | Hely.    | Idő        | Helyezés   |
| ---------------------- | ----------- | -------- | -------- | -------- | -------- | ------------- | ------------- | -------- | -------- | ---------- | ---------- |
| Bernhard Glass         | Férfi egyes | 43,609   | 4.       | 43,780   | 2.       | 43,925        | 3.            | 43,482   | 1.       | 2:54,796   |            |
| Dettlef Günther        | Férfi egyes | 43,199   | 1.       | 43,555   | 1.       | 46,879        | 23.           | 43,530   | 2.       | 2:57,163   | 4.         |
| Hans Rinn              | Férfi egyes | 43,802   | 6.       | 1:24,301 | 26.      | nem ért célba | nem ért célba | kiesett  | kiesett  | kiesett    | kiesett    |
| Ilona Brand            | Női egyes   | 39,393   | 4.       | 39,506   | 4.       | 39,700        | 6.            | 39,516   | 6.       | 2:38,115   | 5.         |
| Margit Schumann        | Női egyes   | 39,611   | 7.       | 39,715   | 6.       | 39,567        | 4.            | 39,362   | 2.       | 2:38,255   | 6.         |
| Melitta Sollmann       | Női egyes   | 39,289   | 2.       | 39,640   | 5.       | 39,360        | 2.            | 39,368   | 3.       | 2:37,657   |            |
| Hans Rinn Norbert Hahn | Kettes      | 39,303   | 1.       | 40,028   | 2.       |               |               |          |          | 1:19,331   |            |
| Bernd Hahn Ulli Hahn   | Kettes      | 39,972   | 8.       | 39,942   | 1.       |               |               |          |          | 1:19,914   | 4.         |